# Як жінки чоловіків продавали
«Як жінки чоловіків продавали» — український анімаційний фільм 1972 року Творчого об'єднання художньої мультиплікації студії Київнаукфільм, режисерка — Ірина Гурвич.

## Сюжет
За мотивами жартівливої української народної пісні про те, як дружини вирішили продати своїх остогидлих чоловіків. Одна дружина хоче позбутися гуляки, інша — п'яниці, молоденькій набрид старий, трудівниці — ледар, у високої чоловік занадто низький, а стара мати хоче продати свого сина, який ніяк не одружиться.
Коли гуляку на базарі інші жінки розхвалюють, бо він працьовитий, і готові дати за нього великі гроші, дружина вирішує не продавати його. Так само повторюється з іншими. Низький чоловік — сміливий, неодружений — добре цілується і знаходить дівчину. Старого бере в шлюб самотня мати неодруженого. Дружини ледаря та п'яниці міняються чоловіками, та побачивши, що нічого не змінилося, викидають їх.

## Нагороди і відзнаки
- «Заґреб», 1973 — спеціальна премія журі
- МКФ анімаційних фільмів (Нью-Йорк), 1974 — почесний диплом

## Над мультфільмом працювали
- Авторка сценарію і режисерка: Ірина Гурвич
- Художники-постановники: Генріх Уманський, Ж. Покуліта
- Оператор: Анатолій Гаврилов
- Композитор: Борис Буевський
- Звукооператор: Ігор Погон
- Мультиплікатори: Марк Драйцун, Наталя Марченкова
- Редакторка: Світлана Куценко
- Асистенти: О. Малова, О. Деряжна, Е. Перетятько
- Директор картини: Іван Мазепа